# رانتاوپراپات
رانتاوپراپات (اندونزیایی: Rantauprapat) شهری در استان سوماترای شمالی کشور اندونزی است. جمعیت این شهر بر اساس سرشماری سال ۱۹۹۰ میلادی ۸۳٫۹۱۲ تن بوده که در سال ۲۰۰۷ میلادی به ۱۰۵٫۳۷۹ نفر افزایش یافته‌است.